# عمرو بن ربيعة
عمرو بن ربيعة بن كعب بن عمرو بن يحيى بن خزاعة، تحالف ورجالاته مع عبد المطلب بن هاشم، ومن معهم من أسلم ومالك ابني أفصى بن حارثة.

## نص الحلف
وبعد توقيع معاهدة الحديبية جاءت خزاعة للنبي (صلى الله عليه وآله) بكتاب حلفها مع جده عبد المطلب فأكده ونصه كما في أنساب الأشراف للبلاذري/46:
| عمرو بن ربيعة | باسمك اللهم، هذا ما تحالف عليه عبد المطلب بن هاشم، ورجالات عمرو بن ربيعة من خزاعة ومن معهم من أسلم ومالك ابني أفصى بن حارثة، تحالفوا على التناصر والمؤاساة ما بلَّ بحر صوفة، حلفاً جامعاً غير مفرق، الأشياخ على الأشياخ، والأصاغر على الأصاغر، والشاهد على الغائب. وتعاهدوا وتعاقدوا أوكد عهد وأوثق عقد، لا ينقض ولا ينكث، ما أشرقت شمس على ثبير وحن بفلاة بعير، وما قام الأخشبان، وعمر بمكة إنسان، حلف أبد لطول أمد، يزيده طلوع الشمس شداً، وظلام الليل سداً. وإن عبد المطلب وولده ومن معهم دون سائر بني النضر بن كنانة، ورجال خزاعة، متكافئون متضافرون متعاونون. فعلى عبد المطلب النصرة لهم ممن تابعه على كل طالب وتر، في بر أو بحر أو سهل أو وعر. وعلى خزاعة النصرة لعبد المطلب وولده ومن معهم على جميع العرب، في شرق أو غرب، أو حزن أو سهب. وجعلوا الله على ذلك كفيلا، وكفى به حميلاً. هذا حلف عبد المطلب بن هاشم لخزاعة، إذ قدم عليه سراتهم وأهل الرأي، غائبهم مقر بما قضى عليهم شاهدهم، أن بيننا وبينك عهود الله وعقوده ما لا ينسى أبداً ولا يأتي بلداً، اليد واحدة، والنصر واحد ما أشرف ثبير وثبت حراء وما بل بحر صوفه، لا يزداد فيما بيننا وبينكم إلا تجدداً أبداً أبد الدهر سرمد. | عمرو بن ربيعة |

جاءت به خزاعة للنبي(صلى الله عليه وآله ) فقرأه عليه أبي بن كعب فقال:

## ولاية البيت
وليت خزاعة البيت يتوارثون ذلك كابرا عن كابر، حتى كان آخرهم حليل بن حبشية بن سلول بن كعب بن عمرو بن ربيعة الخزاعي، الذي تزوج قصي بن كلاب ابنته حبى، فولدت له بنيه الأربعة: عبد الدار، وعبد مناف، وعبد العزى، وعبد قصي.